# Петерфельдский сельский округ
Петерфельдский сельский округ (каз. Петерфельд ауылдық округі) — административная единица в составе Кызылжарского района Северо-Казахстанской области Казахстана. Административный центр — село Петерфельд. Аким сельского округа — Қайрула Бауыржан Амангелдiұлы.
Население — 2965 человек (2009, 3203 в 1999, 3156 в 1989).
В состав сельского округа вошла часть территории Пригородного сельского округа Мамлютского района — села Кондратовка, Боровское, станционный поселок Остановочный пункт 2603 км.

## Состав
В состав округа входят такие населенные пункты:
| Населенный пункт                                | Население, человек (1989) | Население, человек (1999) | Население, человек (2009) |
| ----------------------------------------------- | ------------------------- | ------------------------- | ------------------------- |
| Боровское, село                                 | 244                       | 216                       | 206                       |
| Затон, село                                     | 227                       | 246                       | 216                       |
| Измайловка, село                                | 52                        | 40                        | 41                        |
| Кондратовка, село                               | 626                       | 693                       | 620                       |
| Кривоозерка, село                               | 126                       | 167                       | 227                       |
| Остановочный пункт 2603 км, станционный поселок | 33                        | 37                        | 33                        |
| Петерфельд, село                                | 1848                      | 1804                      | 1622                      |